# Cédric Villani

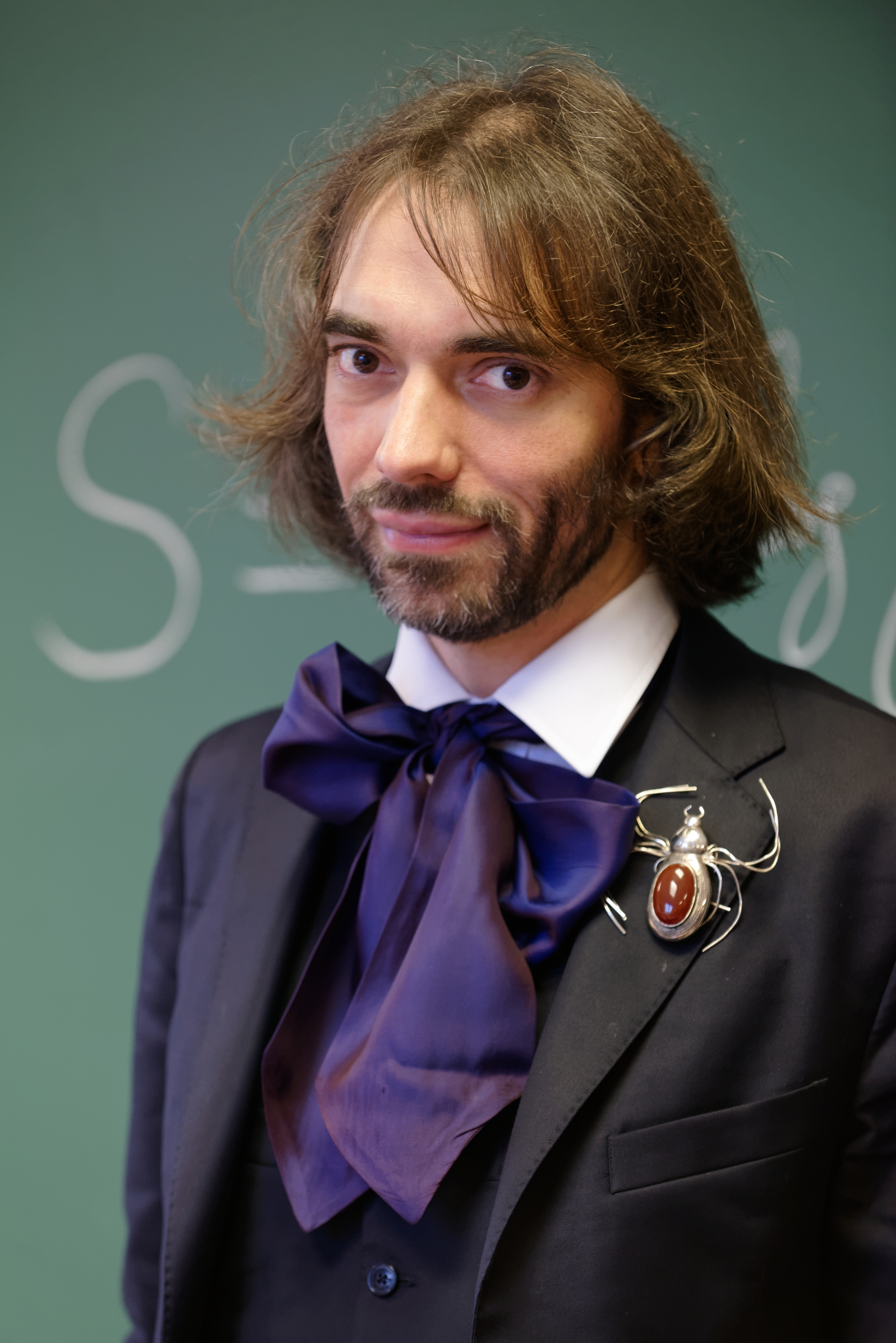
2015

Cédric Villani (Brive-la-Gaillarde, 5 oktober 1973) is een Frans wiskundige, die voornamelijk werkt aan partiële differentiaalvergelijkingen en wiskundige natuurkunde. In 2010 kreeg hij een Fieldsmedaille voor zijn werk over de Boltzmann-vergelijking en Landaudemping.

## Levensloop
Villani studeerde van 1992 tot 1996 aan de École normale supérieure, waar hij na zijn afstuderen werd benoemd tot assistent-professor. In 1998 behaalde hij zijn doctoraat onder supervisie van Pierre-Louis Lions aan de Universiteit Paris-Dauphine.
Van 2000 tot en met 2010 was hij professor aan de École Normale Supérieure de Lyon en sinds 2010 aan de Universiteit van Lyon. Sinds 2009 is hij directeur van het Institut Henri Poincaré.
De HEC Paris kende hem in 2014 een eredoctoraat toe, de faculteit wetenschappen van de KU Leuven verleende hem die eer in 2017.
Villani is er voor een wereldtentoonstelling in 2025 in Frankrijk te organiseren. Hij steunt het idee om ook de Olympische Zomerspelen te organiseren.
In mei 2017 werd hij kandidaat voor de parlementsverkiezingen onder de vlag van de partij van Emmanuel Macron, En Marche. Hij werd op 18 juni 2017 verkozen met 69,36 % van de stemmen.

## Wiskundig werk
Villani heeft gewerkt aan de theorie van partiële differentiaalvergelijkingen in de statistische mechanica, in het bijzonder de Boltzmann-vergelijking, waar hij samen met Laurent Desvillettes als eerste heeft aangetoond hoe snel convergentie optreedt voor beginwaarden die niet in de buurt van evenwicht liggen. Hij heeft samen met Giuseppe Toscani over dit onderwerp geschreven. Met Clément Mouhot heeft hij gewerkt aan niet-lineaire Landau demping. Hij heeft gewerkt aan de theorie van optimaal transport en de toepassingen daarvan in differentiaalmeetkunde, en met John Lott heeft hij een begrip van begrensde Ricci-kromming gedefinieerd voor general measured length spaces. Hij zat ook in de Mathematical Sciences jury voor de Infosys Prize in 2015 en 2016.
Villani ontving de Fields Medal voor zijn werk aan Landau-demping en de Boltzmann-vergelijking. Hij beschreef de ontwikkeling van zijn stelling in zijn autobiografische boek Théorème vivant (2012), in Engelse vertaling verschenen als Birth of a Theorem: A Mathematical Adventure (2015). Hij gaf een TED-talk op de conferentie van 2016 in Vancouver.
- Bibsys: 4105768
- Biblioteca Nacional de España: XX5553623
- Bibliothèque nationale de France: cb15020653h (data)
- Catàleg d'autoritats de noms i títols de Catalunya: 981058523105606706
- CiNii: DA18045701
- DBLP: 17/3170
- Gemeinsame Normdatei: 13389701X
- International Standard Name Identifier: 0000 0001 2131 3645
- Library of Congress Control Number: n2003001095
- Mathematics Genealogy Project: 56307
- Bibliotheek van het Japanse parlement: 001171589
- Nationale Bibliotheek van Tsjechië: jcu2011672761
- Nationale Bibliotheek van Israël: 987007437415805171
- Nationale Bibliotheek van Polen: a0000003643306
- Nationale en Universitaire bibliotheek Zagreb: 000743127
- Nederlandse Thesaurus van Auteursnamen: 173137156
- Réseau des bibliothèques de Suisse occidentale: 02-A009598910
- Istituto Centrale per il Catalogo Unico: PUVV338154
- Système universitaire de documentation: 074309854
- Virtual International Authority File: 47041699
- WorldCat: E39PBJghqHPqdTPF6KBP7dTyh3